# Alfred Gansiniec

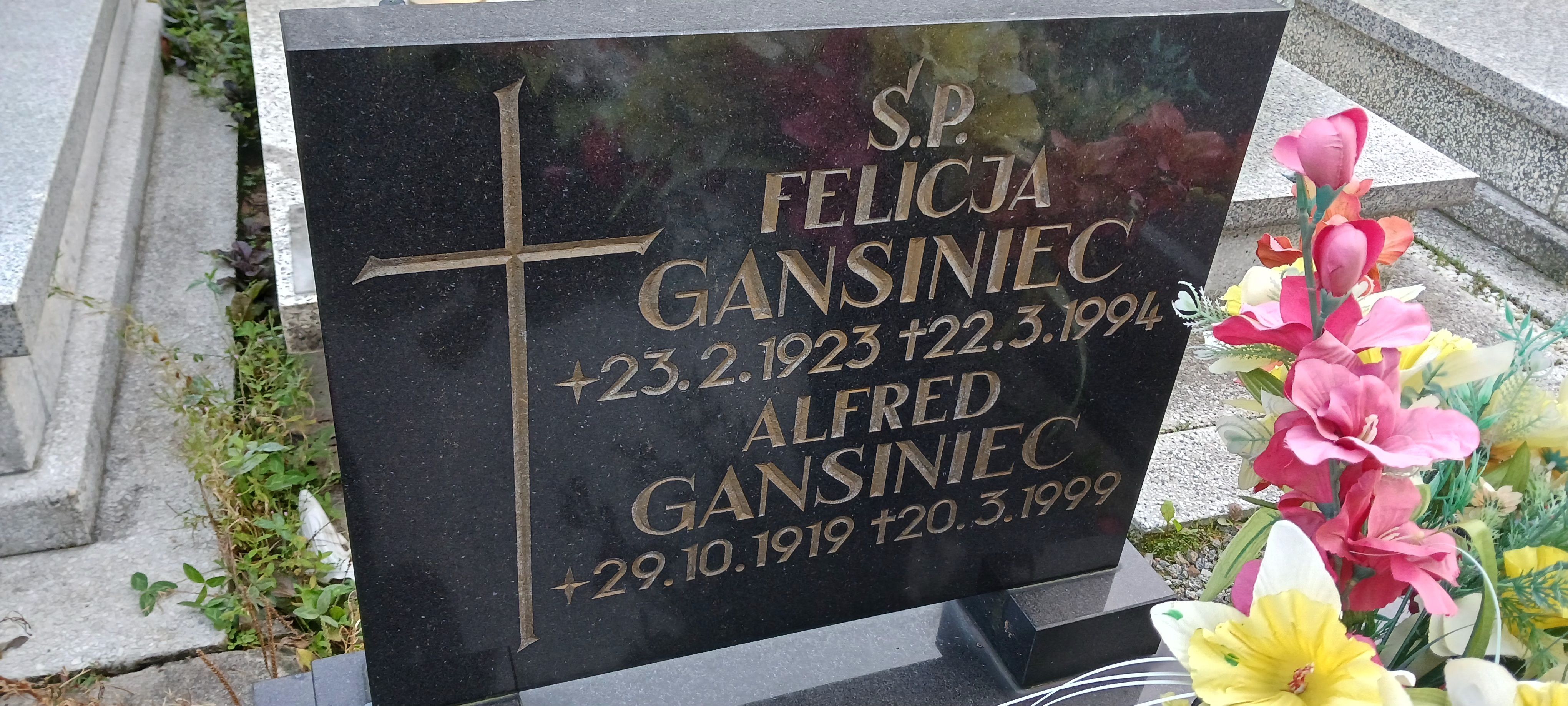
Grab von Alfred Gansiniec

Alfred Konrad Gansiniec (* 29. Oktober 1919 in Kattowitz; † 20. März 1999 ebenda) war ein polnischer Eishockeyspieler und -trainer.

## Karriere
Alfred Gansiniec spielte Eishockey auf Vereinsebene für OMP Giszowiec (1934 bis 1937), Polonii Janów (1938 bis 1939), Siły Giszowiec (1946 bis 1951), Górnika Janów (1952 bis 1954),  Górnika Katowice (1955 bis 1958) und Fortuny Wyry (1959 bis 1960).
Im Jahr 1959 war er kurzfristig Trainer der polnischen Nationalmannschaft.

### International
Für die polnische Eishockeynationalmannschaft nahm Gansiniec an den Olympischen Winterspielen 1948 in St. Moritz und 1952 in Oslo teil. Zudem stand er im Aufgebot seines Landes bei der Weltmeisterschaft 1955. Insgesamt bestritt er 47 Länderspiele für Polen, in denen er 15 Tore erzielte.